# Vanité
Pour les articles homonymes, voir Vanité (homonymie).
Cet article concerne le trait de caractère. Pour la forme picturale, voir Vanité (peinture).

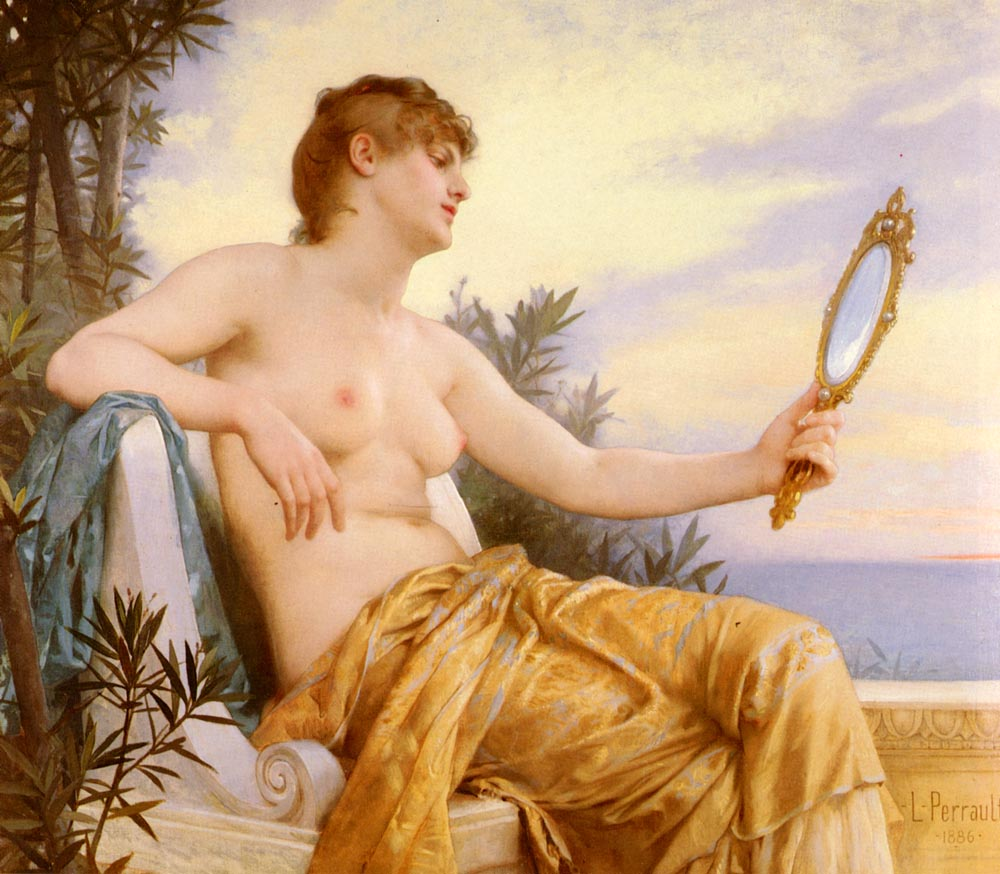
Vanitas, par Léon Perrault, 1886.

La vanité (du latin vanitas) est un trait de caractère consistant à avoir une croyance excessive en ses propres capacités et en son attractivité.
Avant le XIVe siècle, elle n'avait pas de signification narcissique, mais était considérée comme une chose futile. Le terme connexe de « vaine gloire » est aujourd'hui considéré comme un synonyme archaïque de vanité, une vantardise injustifiée.
Dans la sphère philosophique, la vanité renvoie à un sens plus large de l'égoïsme et de l'orgueil. Friedrich Nietzsche écrit que, selon lui, « la vanité est la peur de paraître original : c'est donc un manque de fierté, mais pas nécessairement d'originalité ».
Dans de nombreuses religions, la vanité, dans son sens le plus moderne, est considérée comme une forme d'auto-idolâtrie, dans laquelle l'individu rejette Dieu pour sa propre image, et n'obtient donc plus la grâce divine. Les histoires de Lucifer, d'Adam et Ève, de Narcisse et d'autres encore accompagnent les protagonistes vers l'aspect insidieux de la vanité elle-même. Dans les enseignements chrétiens, la vanité est considérée comme un exemple d'orgueil, l'un des sept péchés capitaux.